# Ulsteinvik
Ulsteinvik (eller Ulsteinsvik) är en tätort och stad som utgör centralort i Ulsteins kommun i Møre og Romsdal fylke i västra Norge. Orten ligger vid fylkesväg 61 på västra sidan av ön Hareidlandet.
Ulsteinvik är en industriort med skeppsvarven Kleven Verft och Ulstein Verft samt fartygssutrustningstillverkaren Rolls Royce Machine Solutions. Det finns också gymnasieskola och folkhögskola. Fotbollslaget Hødd spelar hemmamatcherna på Høddvoll.

## Bilder

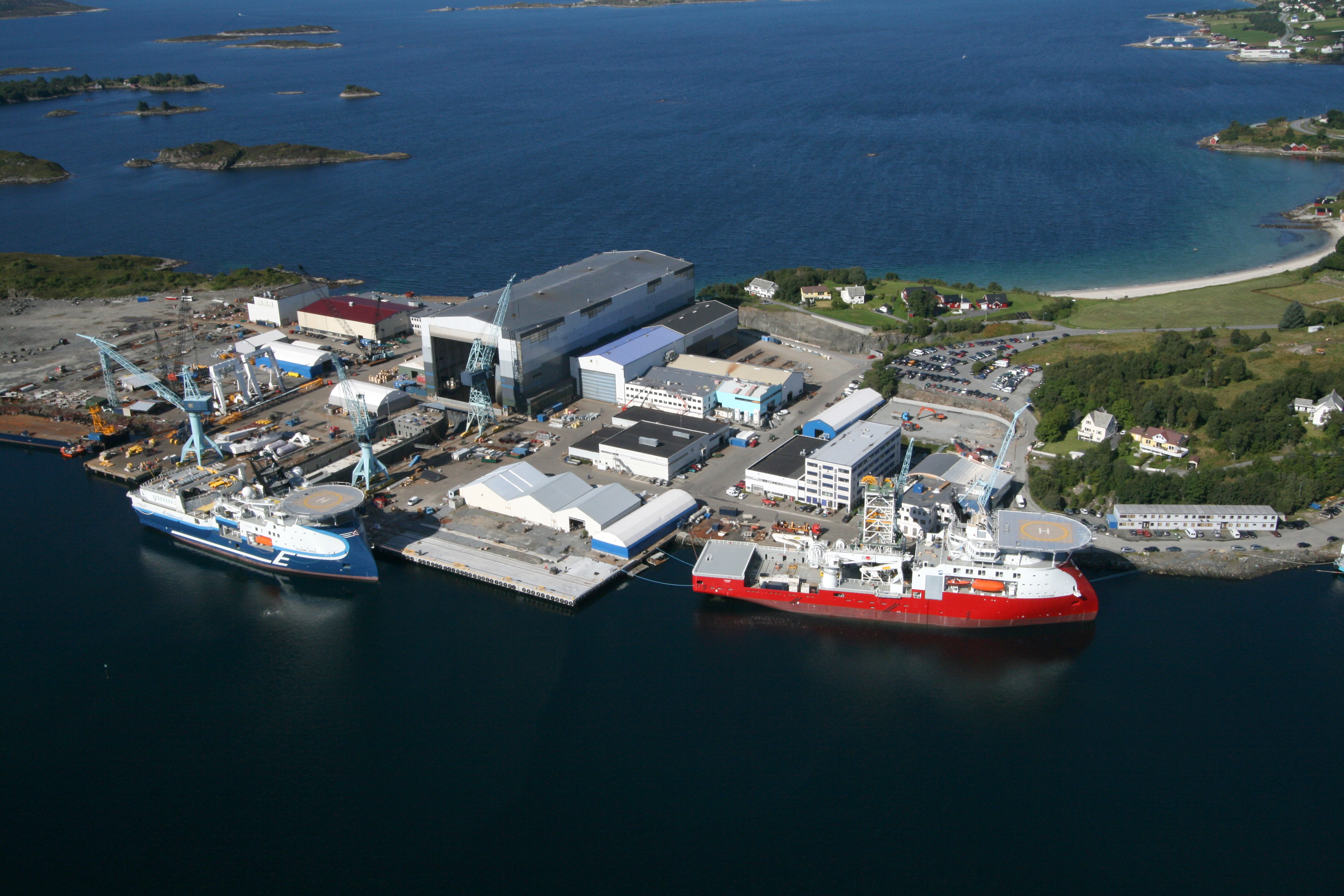
Ulstein Verft.
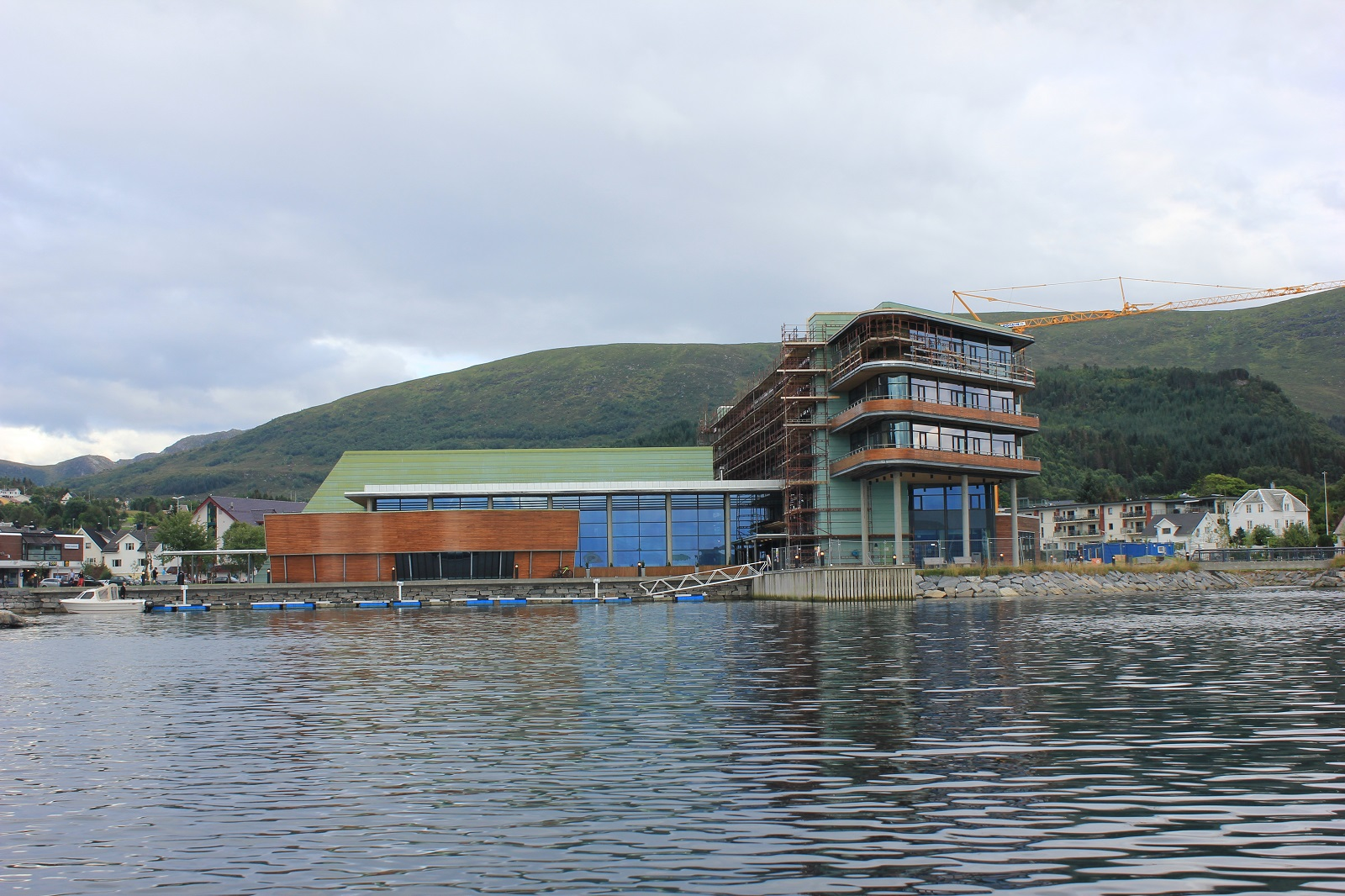
Sjøborg kulturhus och biograf.
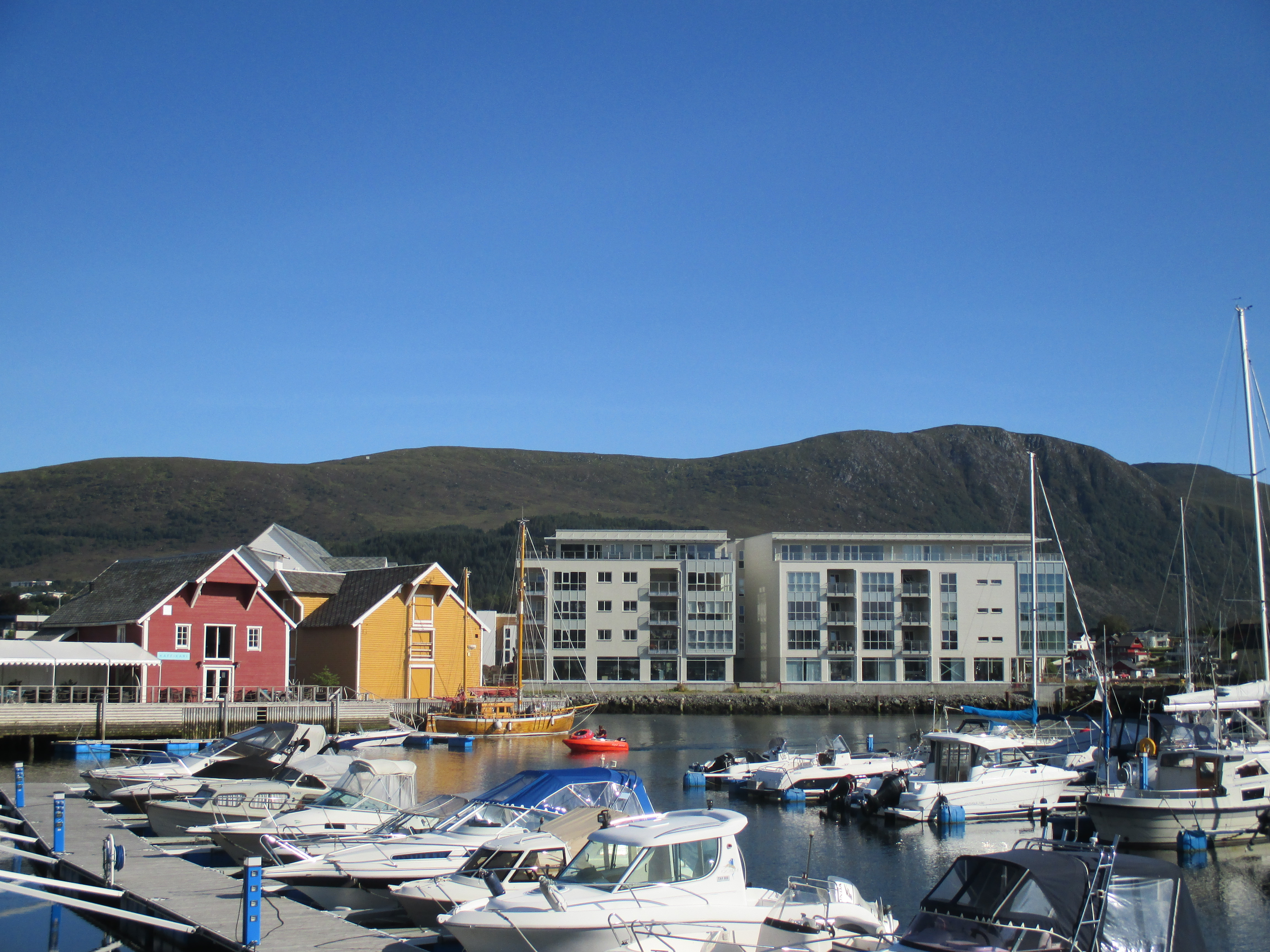
Hamnen i Ulsteinvik.
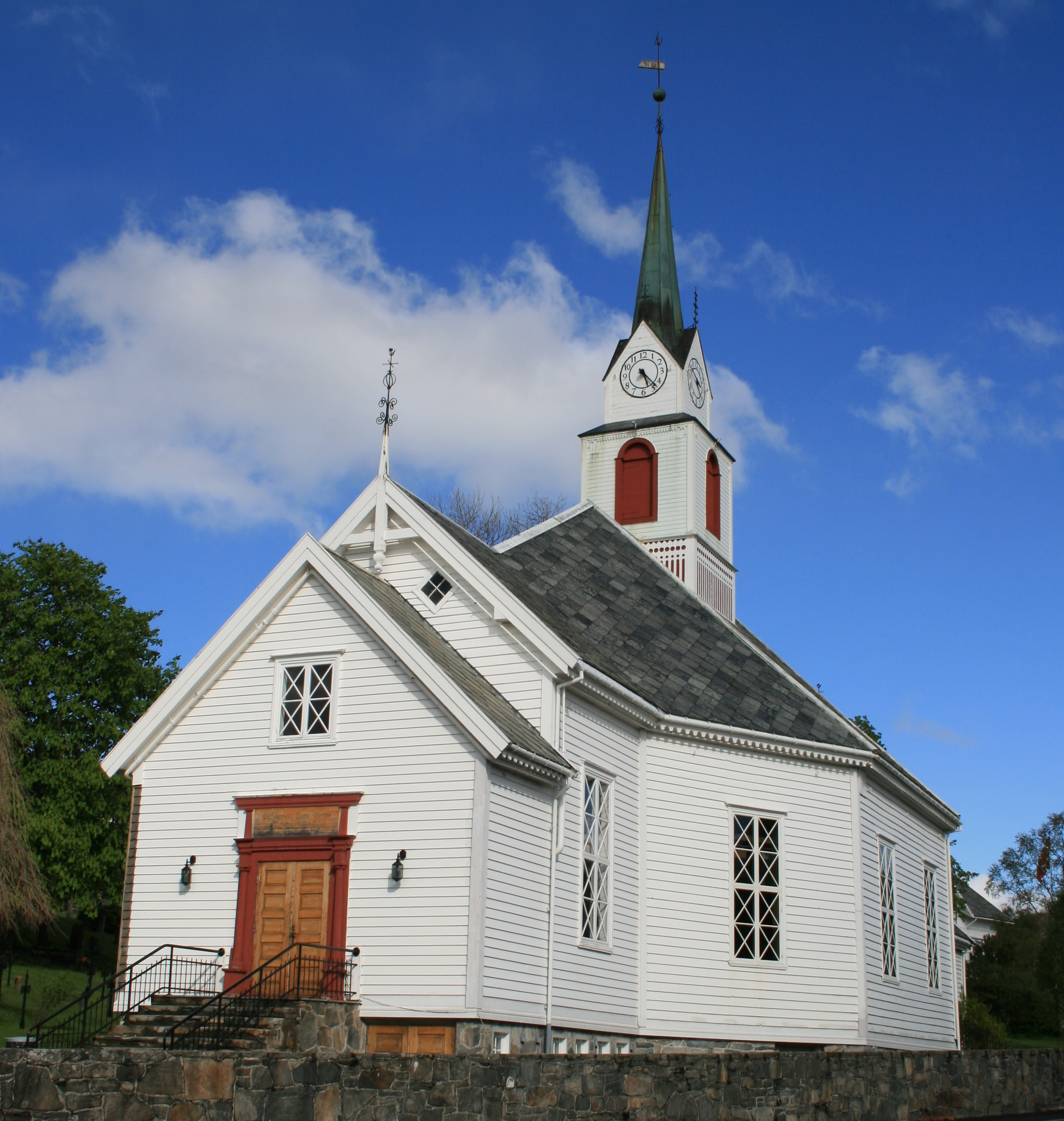
Ulsteins kyrka.